# René-Jules Troublé
René-Jules Troublé, francoski general, * 1880, † 1955.